# Mike Carroll
Mike Carroll (San Francisco, 1975) é um skatista profisional estadunidense. Recebeu o título de skatista do ano de 1994 pela revista Thrasher Magazine e é um personagem jogável em vários jogos eletrónicos de skate.